# Casteddu di Puzzonu
Casteddu di Puzzonu est un site archéologique en Corse. Il se trouve dans la commune de Sartène.

## Histoire
Découvert dans les années 1990, le site a fait l'objet d'une campagne de recherche en 2016.